# ダニエル・ギンチェク
ダニエル・ギンチェク（Daniel Ginczek, 1991年4月13日 - ）は、ドイツ・アルンスベルク出身の元サッカー選手。現役時代のポジションはFW。

## 経歴
ボルシア・ドルトムントのユースチームでキャリアをスタートさせ、2008年にボルシア・ドルトムントのリザーブチームでプロキャリアをスタート、2011年にトップチームに昇格するも出場機会に恵まれず、2011-12シーズンにはVfLボーフムに2011-12シーズンにはFCザンクトパウリに期限付き移籍をした。
2013-14シーズンには1.FCニュルンベルクへ完全移籍した。
2013-14シーズンにはニュルンベルクの2部降格に伴い、VfBシュトゥットガルトへ2018年までの4年契約で完全移籍した。
2018年6月VfLヴォルフスブルクへ2022年6月までの4年契約で完全移籍した。
2022年1月29日、フォルトゥナ・デュッセルドルフへ2024年6月までの2年半契約で完全移籍した。
2024年1月8日、MSVデュースブルクに移籍した。
シーズン終了後、現役引退を表明した。

## 代表歴
ドイツ代表として各年代でプレーした。